# Каменистый (вулкан)
Каменистый — потухший стратовулкан в центральной части Срединного хребта на полуострове Камчатка, Россия.
Вулкан расположен в истоках рек Халгинчеваям и Правая Озерная. Форма вулкана представляет собой пологий конус, заканчивающийся более крутой вершиной. В географическом плане вулканическое сооружение занимает площадь, близкую к окружности диаметром 7,5 км, площадь — 50 км², объем изверженного материала 20 км³. Абсолютная высота — 1758 м, относительная — около 1400 м.
Вулкан сложен лавовыми потоками и пирокластическим материалом. Вершинная часть вулкана сильно разрушена эрозией, кратер не сохранился. Деятельность вулкана относится к верхнечетвертичному периоду.
Вулкан входит в группу северного вулканического района, срединного вулканического пояса.